# 第五届中国国际进口博览会
第五届中国国际进口博览会（英語：The 5th China International Import Expo），又称2022年中国国际进口博览会，是由中华人民共和国商务部和上海市人民政府主办的大型博览会，主办地点位于中国上海市国家会展中心，举办时间为11月5日至11月10日。第五届进博会是中共二十大后，中国举办的首场重大国际展会。

## 筹备
2021年8月12日，中国国际进口博览会官方网站开通“参展报名”，正式启动第五届进博会企业商业展招展工作。同年11月6日，有50家外国企业和机构集中签约参加第五届进博会，提前锁定展位。
2021年12月9日，第五届中国国际进口博览会举办首场招展宣介会——农作物种业专区线上宣介会。会上介绍，第五届进博会拟新设农作物种业专区。
尽管上海市在2022年3月出现2019冠状病毒病聚集性疫情，但并未影响第五届进博会筹备工作。4月到5月，第五届进博会共举办23场线上推介活动，包括8场针对不同国别或地区的“云招展”线上推介会和15场涉及不同展区专区的线上推介会；5月26日，进博局发出特别公告，宣布推出第五届进博会企业商业展特别支持措施，符合条件的企业商业展参展企业可减免搭建费，并宣布将企业商业展报名截止日期延长至7月31日；6月8日，中国国际进口博览局负责人表示，第五届进博会将于11月5日至11月10日如期举办。
2022年7月27日，进博会召开新闻通气会。中国国际进口博览局副局长孙成海介绍，第五届进博会企业展将维持六大展区设置，签约面积约占规划面积的85%；在签约参展企业中，世界500强和行业龙头企业达270余家，回头率近90%；力拓、必和必拓、蒂森克虏伯、吉利德等世界500强首次参展。挪威、比利时等国多家组展机构首次加入进博合作网，组织当地中小企业集中参展。RCEP各成员国均有企业计划参展。
2022年10月28日，第五届中国国际进口博览会志愿者上岗宣誓仪式以线上形式举行，3591名志愿者正式宣誓上岗。本届进博会志愿者从40所高校招募，其中参加过往届进博会志愿服务的共409人，占总人数的11%；“00后”志愿者共3192人，占总人数的89%。
2022年11月1日，中国国际进口博览局副局长孙成海在进博会新闻发布会上表示，本届进博会共有145个国家、地区和国际组织参展，既有发达国家也有发展中国家，也包括一些最不发达国家。来自127个国家和地区的企业参加企业商业展，66个国家和3个国际组织亮相国家综合展，数量均超过上届。尼加拉瓜、吉布提、毛里塔尼亚、科摩罗、莫桑比克、刚果（金）、伊拉克、冰岛8国将首次参与进博会国家展。在展示内容、展商展品质量拥有较大提升。

### 防疫措施
受2022年3月出现的2019冠状病毒病聚集性疫情影响，上海全面落实常态化核酸检测工作，人员进入公共场所须持有一定时效内的核酸检测阴性证明。因此，本届进博会采取更强有力的防疫措施，尤其是进行高频次的核酸检测。
2022年10月17日，上海市疫情防控办制定第五届进博会参展参会人员防疫须知。根据须知，所有人员要完成疫苗全程接种，符合条件的人员需按要求完成加强免疫接种。在抵沪前48小时内需至少进行一次核酸检测，并取得有效核酸检测阴性证明；境外入境的人员应当按照要求完成“7天集中隔离医学观察+3天居家健康监测”以及相应次数的核酸检测。在进入展区前10天内有中国内地疫情风险区所在县级行政区旅居史、其他中国内地本土疫情（尚未划定疫情风险区或采取区域静态管理等措施的）地区所在县级行政区旅居史的人员禁止参展参会。进入展区前10天内，如有中国内地本土疫情风险区所在的地级市旅居史的，非必要不参展参会。如确因工作需要须参展参会，需持有所在地级市或以上疫情防控部门出具的健康证明，并提前3日来沪，抵沪后每日进行核酸检测，并经第五届进博会主办方审批同意。抵沪后严格落实“落地检”、“三天两检”要求，完成疫情防控基本要求、“落地检”和“三天两检”要求，并按要求完成健康信息申报后，方能激活人员证件。离沪人员需持48小时内有效核酸检测阴性证明。所有人员每日首次进入展区时，应持有24小时内的核酸检测阴性证明（即参展人员要做到“每天一检”）；进入展区、展馆内必须全程佩戴N95/KN95颗粒物防护口罩；所有人员不在展馆区域内用餐，必须在专用就餐区域和堂食区域用餐，扫“场所码”或“数字哨兵”入场，进入提供试吃的展位前应提前预约。展区内不零售进口冷冻生鲜食品，不试吃未经“熟制加工”的冷冻生鲜食品。对于进入国展中心的货运车辆，司乘人员在入场前必须出示两次48小时内的核酸检测报告（其中最近的一次需在上海完成）。
受疫情防控影响，第五届进博会到場的媒体记者多以駐滬媒體为主，没有邀请境外记者參與，而大會还安排一些境外嘉賓做「雲採訪」。
另外，所有入场的冷链食品展品则有一套严格的防疫程序，实施“口岸检验检疫、分批进入总仓、集中消毒和核酸检测、统一运输入馆、馆内三证三专管理”的闭环管理。当运输车辆到达后，工作人员将对司机进行健康码核验和体温检测，并对车辆进行消毒。装卸过程中，司机实行“非必要不下车”。货物入库时，在完成外包装消毒后，工作人员将展品拆除外包装，对内里的小包装进行消毒、核酸检测，再重新装箱、贴标签、放入暂存库，之后再转入合格储存库。消毒和核酸检测合格的进口冷链食品展品出仓时，由总仓统一出具“总仓查验证明”，在包装箱表面加贴追溯二维码。11月1日展会布展起，上海市市场监管部门将会同相关部门加强展馆进口冷链食品展品巡查，重点检查进口冷链食品的总仓查验证明和“三证”（即入境货物检验检疫证明、消毒证明和核酸检测证明），及时制止生吃冷冻生鲜食品的行为。进口冷链食品未取得“三证”、来源不明、展区未落实“三专”要求的，一律不得用于展示或使用。截至10月30日，第五届进博会共有89家展商的2269箱（件）进口冷链展品运至总仓并全部完成消毒，累计采集核酸检测样本272件，均为阴性。

### 安保工作
2022年10月24日，上海市人民政府发布三份通告，加强第五届进博会期间安全检查和安全管理。其中要求，公共交通运营单位应当严格落实乘坐公共交通工具安全检查措施，进一步加强临检抽查；暂停民用枪支弹药配售、配购（含行政审批），停止射击竞技体育运动单位、营业性射击场等民用枪支使用单位实弹射击训练、经营活动，停止影视制作单位道具枪拍摄活动，所有民用枪支弹药入库封存；停止爆破作业单位实施爆破作业项目；禁止除经批准可用于特定用途外的民用无人机等“低慢小”航空器飞行、施放。自10月25日至10月30日，国展中心共安检车辆2100余辆，人员2200余人次，查获打火机、尖锐金属物、不明液体、棍棒等违禁品300余件。
10月31日，苏州市人民政府发布《关于加强第五届中国国际进口博览会期间无人机等“低慢小”航空器安全管理的通告》，11月1日至11月10日24时，除经依法批准之外，在苏州市环沪的太仓、昆山、吴江行政区域范围内禁止“低慢小”航空器升空放飞。

### 交通保障
为迎接第五届进博会，上海交通部门出台交通保障组织方案。进博会期间，久事公交开通1条中运量公交71路延伸线、1条公交121路延伸线、2条轨道交通接驳线、2条停车场接驳线，并投入50辆应急备车，承担地面公交全托底保障任务。上海地铁在临近进博会场馆的徐泾东站启动站外前置扫描“场所码”工作，针对已核验过信息的参展人员提供快速通道。上海交通部门还协调了进博会场馆周边约20处临时停车场，可提供大车泊位约900个，小车泊位约1000个；组建了2500辆规模的新能源出租车进博会专属保障车队。
10月21日，上海海事部门对上海相关水域实施分级水上交通管控。10月21日起至10月31日，对黄浦江管控水域实施三级水上交通管控；11月1日起升级到更高级别的水上交通管控。
10月30日，上海市公安局决定于11月1日至11月10日期间，对上海地区部分道路和区域采取临时交通管制措施。
11月1日起，中国铁路上海局集团开行上海虹桥站至国家会展中心（上海）的进博直通车，为前往国家会展中心（上海）的旅客服务。本届进博会依旧配备9辆直通车，每辆车隔位满7名乘客或15分钟一班不间断运行。同时在虹桥火车站到达层商业区的6个铁路出站口和南北两侧设置服务柜台处设置多个志愿者流动服务岗。

## 开幕
2022年11月4日晚，第五届中国国际进口博览会开幕式在上海举行，国务院副总理胡春华主持开幕式，中共中央政治局常委李强出席开幕式，中共中央政治局委员、中共上海市委书记陈吉宁出席相关活动。中共中央总书记、中华人民共和国主席习近平以视频方式出席开幕式，并发表题为《共创开放繁荣的美好未来》的致辞。习近平在致辞中表示，中国坚持对外开放的基本国策，坚定奉行互利共赢的开放战略，坚持经济全球化正确方向，增强国内国际两个市场两种资源联动效应，不断以中国新发展为世界提供新机遇，推动建设开放型世界经济。他还强调，中国愿同各国一道，“践行真正的多边主义，凝聚更多开放共识，共同克服全球经济发展面临的困难和挑战，让开放为全球发展带来新的光明前程”。李强在发布会上指出，中国的高水平开放，是双循环相互促进、促进深层次改革、推动高质量发展、与世界合作共赢的开放。随后，李强在开幕式上宣布第五届中国国际进口博览会开幕。

## 会期活动

### 展览
第五届中国国际进口博览会共有145个国家、地区和国际组织参展，284家世界500强和行业龙头参加企业商业展。企业商业展延续食品及农产品、汽车、技术装备、消费品、医疗器械及医药保健、服务贸易六大展区设置，规划乳制品、农产品、智慧出行、创新孵化、能源低碳及环保技术、数字工业、集成电路、美妆及日化用品、体育用品及赛事、绿色智能家电及家居、康复养老、生物医药、公共卫生防疫等专区，并首次设立农作物种业专区和人工智能专区，优化能源低碳及环保技术专区，拓展创新孵化专区，技术装备、消费品、医疗、汽车等领域的150多家初创企业进行集中展示。新设“中国这十年——对外开放成就展”综合展示区，展示过去十年来中国对外开放的发展成就。新设进博文化展示中心，永久陈列进博会筹办历程和办展进程。此外继续举办“线上国家展”，运用增强现实、实时渲染等技术，展示各国科技创新、文化艺术、投资环境等内容，同时试运行“数字进博”展示平台，实现300多家技术装备领域展商线上展示。

### 论坛与配套活动
第五届进博会期间共设近百场配套活动，其中政策解读、对接签约、投资促进类超过50场。展会期间的虹桥国际经济论坛聚焦“开放”主题，分为“开放共担”“开放共治”“开放共享”三个板块，共设24场论坛，其中9个中央部委、4个地方省市、3个专业智库参与主办专业领域分论坛，发布开放领域近20个专业化、权威性报告。
11月5日，第五届虹桥国际经济论坛发布《世界开放报告2022》，首次公布了COVID-19疫情之后的世界开放指数。报告显示，2020年世界开放指数为0.7491，比2019年下降0.02%，比2008年下降4.1%，比2015年下降1.5%。新加坡是2020年世界上最开放的经济体；中国的开放指数从2012年的0.7107提升至2020年的0.7507，提高了5.6%，排名从第47位提升至第39位。

## 成果
11月5日上午，越海全球供应链与参展商飞利浦达成3亿美元采购意向订单，成为第五届进博会上海交易团的首个订单。同日，青浦区市场监督管理局为第五届进博会参展商越凡医疗颁发了首张营业执照。该公司拟在西虹桥设立研发中心和销售总部。采购商上海佑成双星药业有限公司获批本届进博会首张医疗器械许可证。
截至11月10日12时，第五届进博会累计进场46.1万人次，按一年计意向成交金额735.2亿美元，比上届增长3.9%。

## 评论
2022年11月2日，中华人民共和国外交部发言人赵立坚在例行记者会上，就即将举办的第五届进博会表示“第五届进博会的成功举办已经并将继续向世界表明中国主动向世界开放市场、分享发展机遇的决心和信心”，强调第五届进博会的成功举办，将成为2022年全球经济复苏发展的一大亮点。
第五届进博会开幕后引发境外媒体关注。如南非《独立报》11月3日发表评论文章称，进博会被视为外企深耕中国市场的一个重要平台，已经成为一个创建和分享商业发展机会的全球性窗口。报道强调，“作为许多国家和地区的主要出口目的地，中国为全球经济增添了动能，为全球发展提供了机遇”。俄新社的报道则指出，进博会是供中国消费者熟悉外国商品的最大平台之一。古巴拉美社11月2日发文表示，进博会为参展商提供了一个向中国市场展示产品和服务的机会，以推进潜在的业务合作。

## 争议
2022年11月4日，在第五届进博会开幕式上，包括欧盟在内的多个国家和国际组织领导人为开幕式制作的发言视频在开幕式上播放，惟欧洲理事会主席夏尔·米歇尔的发言视频遭到中国当局删除。在发言中，米歇尔谴责了俄罗斯对乌克兰的侵略战争，并呼吁减少对中国的贸易依赖。多名欧洲外交官表示感到意外。而米歇尔的发言人莱茨证实，米歇尔是应邀发言，并提供了录制好的视频，但视频没有在进博会开幕式上播出。欧盟已通过正常的外交途径进行了交涉。有欧盟外交官透露，中方事先提出要删减米歇尔讲话，尤其是涉及乌克兰战争的部分，欧盟方面不同意，双方未能协商出结果。中国外交部发言人赵立坚在11月8日举行的例行记者会上回答有关提问时表示“不了解情况”。
2022年11月6日，有数名出席第五届进博会的中央新闻媒体记者在微信群“进博会央媒”反映，他们在完成采访任务后，北京健康宝出现弹窗，无法回京，向中宣部发出求助。其中《人民日报》有72名记者被弹窗，《中国日报》、《经济日报》和《中国妇女报》所有记者均被弹窗。有媒体暗示可求助官方化解弹窗问题，强调此前入沪杭的北京人员也遇到过此问题，“是官方出面解决的”。